# Begraafplaats van Niepkerke
De Begraafplaats van Niepkerke is een gemeentelijk begraafplaats in de Franse gemeente Niepkerke in het Noorderdepartement. De begraafplaats ligt in het dorpscentrum langs de Rue de Warneton, een 200-tal meter ten noordoosten van de kerk.
Centraal op de begraafplaats staat een kruisbeeld. Op de begraafplaats bevindt zich een Frans militair perk met 20 graven en enkele perken met meer dan 60 Britse graven.

## Britse oorlogsgraven
Op de begraafplaats liggen verschillende Britse militaire perken en verspreide Britse graven met gesneuvelden uit de Eerste Wereldoorlog. De meeste graven bevinden zich centraal op de begraafplaats, waar ook het Cross of Sacrifice staat. De perken werden ontworpen door George Goldsmith en worden onderhouden door de Commonwealth War Graves Commission waar ze geregistreerd staan als Nieppe Communal Cemetery. 
Niepkerke was het grootste deel van de oorlog in geallieerde handen. Van oktober 1914 tot november 1917 werden er Commonwealth gesneuvelden op de begraafplaats begraven. Bij het Duitse lenteoffensief van april 1918 viel de plaats enkele maanden in Duitse handen. Na de herovering werd in september 1918 nog 1 slachtoffer begraven.
Er worden 43 Britten, 6 Australiërs, 11 Nieuw-Zeelanders en 2 Zuid-Afrikanen herdacht. Aan het centrale kruis staat de grafzerk van de Nieuw-Zeelandse aalmoezenier kapitein James Joseph McMenamin omdat zijn stoffelijke resten zich onder de verhoging zouden bevinden. Op de zerk werd volgende tekst toegevoegd: Buried in this vault.

### Graven
- Thomas Dundas, compagnie sergeant-majoor bij de Seaforth Highlanders werd onderscheiden met de Distinguished Conduct Medal (DCM).
- soldaat Henry McMillan diende onder het alias Henry Fisher bij de Cameron Highlanders.